# Капельгородский, Филипп Иосифович
Филипп Иосифович Капельгородский (27 ноября 1882, с. Городище (ныне Недригайловский район Сумской области Украина — † мая 1938, Полтавская область) — украинский писатель.

## Биография
Родился в селе Городище (ныне Недригайловского района Сумской области) в многодетной семье.
Учился в земской школе и Роменской бурсе, затем был исключен из неё. Под давлением родителей вынужден был поступить в Полтавскую духовную семинарию.
За участие в крестьянских волнениях на Полтавщине 1902 г. его арестовала полиция. Убедившись в неизбежности разоблачения его как мятежника бунта, Капельгородский на пятом году обучения подает прошение об увольнении из семинарии и убегает на Кубань. Там  он преподает и принимает активное участие в революционно-освободительной борьбе, за что попадает в армавирскую тюрьму.
Выйдя  на волю осенью 1909 года, Капельгородский переехал на Северный Кавказ, где активно сотрудничает в газете «Терек» как публицист.
После революции 1917 года вернулся на Украину и после многочисленных арестов и различных происшествий, связанных со сложным и неоднозначным отношением к новой власти, начал работать в редакциях газет «Известия ревкома», «Красная Лубенщина», «Большевик Лубенщины». Как сатирик и публицист, напечатал на страницах газет Полтавщины более полутора тысяч фельетонов, стихов, юморесок, статей. С 1918 по 1924 гг. жил в городе Лубны, Полтавской обл.
19 марта 1938 был арестован, а 5 апреля 1938 г. «особой тройкой» НКВД по Полтавской области Капельгородский был приговорен к расстрелу на основании вымышленных обвинений в национализме.
Приговор исполнен в мае 1938 года.
В январе 1956 г. Филипп Капельгородский был посмертно реабилитирован.

## Творчество
Принадлежал к литературной организации «Плуг».
В историю литературы Филипп Капельгородский вошел как талантливый поэт и прозаик, публицист, сатирик и юморист, как один из зачинателей украинской советской литературы.
Заметные его произведения — историко-революционный роман «Шурган» (1932), в котором ярко воссоздана одна из самых трагических страниц войны на Кубани, трагическая повесть «Аш хаду» («Я утверждаю») — первое прозаическое произведение о прозябании караногайського народа в условиях царской «тюрьмы народов».
Лучшим его произведением является автобиографическая повесть-хроника «Записки семинариста», написанная в Армавирской тюрьме, в которой описаны аракчеевский режим и атмосфера, царившая в Роменской бурсе и Полтавской духовной семинарии.
Также написал сатирическую повесть «Недоразумение» (1928), романы «Артезиан» и «Оборона Полтавы», которые увидели свет лишь после смерти писателя.
«Человеком революционного духа и революционного закала» назвал Михаил Стельмах Капельгородского.